# Hipogeu dos Volumni

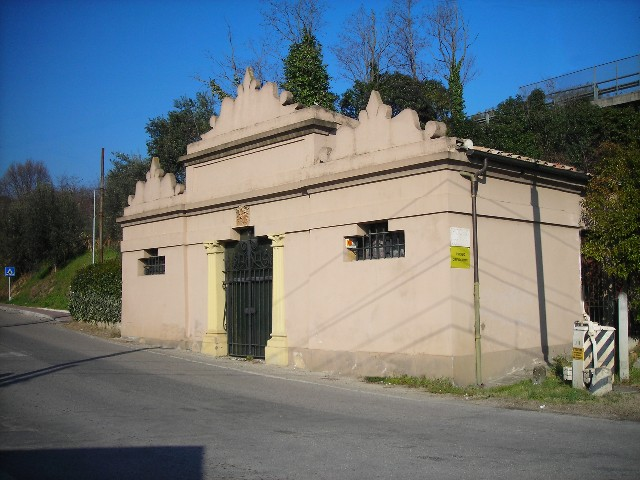
Entrada do hipogeu, construída em tempos modernos para proteção da entrada real subterrânea

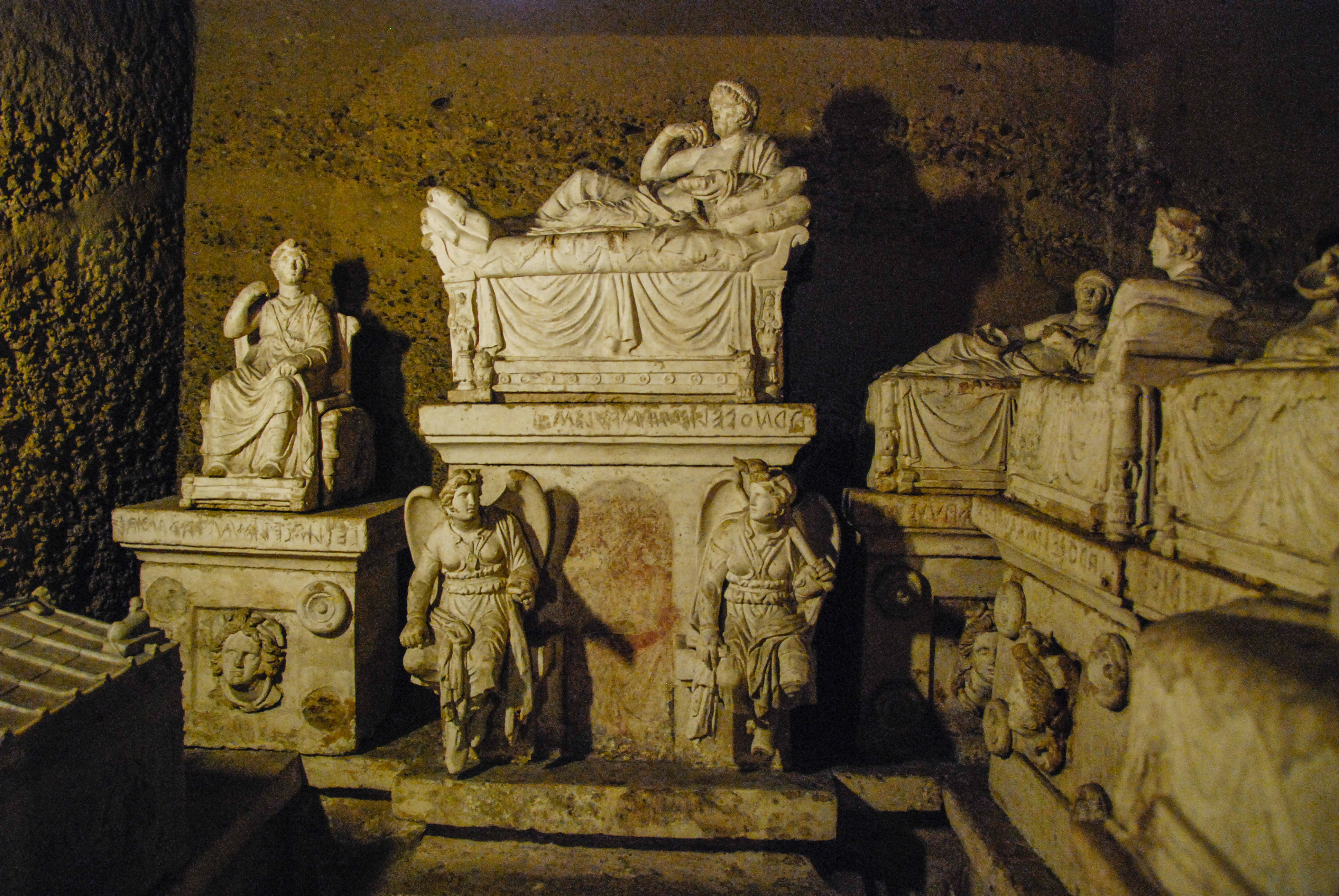
Aspecto do tablino com várias urnas cinerárias

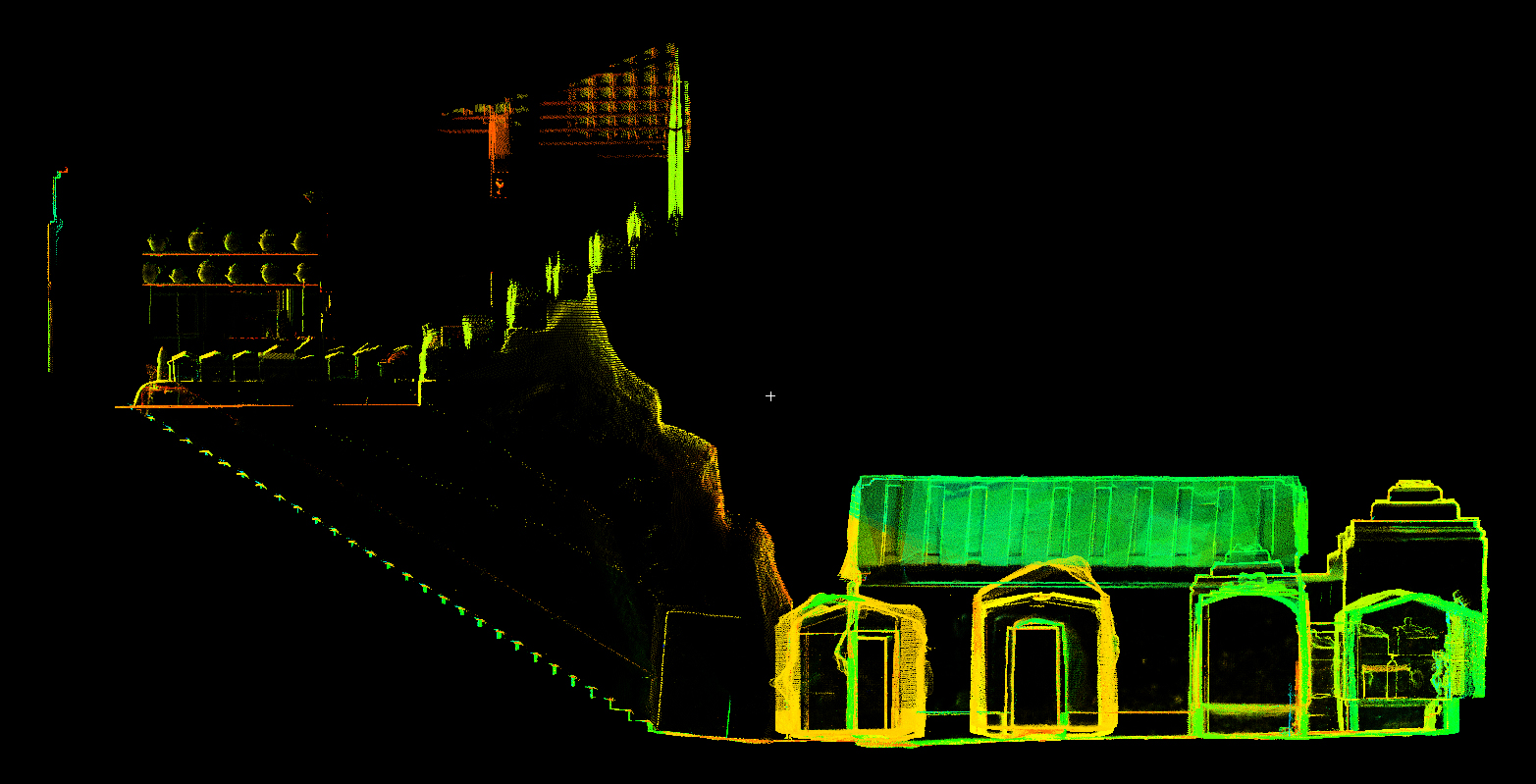
Escanerização lateral do hipogeu

O Hipogeu dos Volumni é um túmulo subterrâneo etrusco, localizado nos arredores de Perúgia, na Itália.

## História
Descoberto em 1840, é um dos monumentos mais importantes a sobreviverem da antiga Etrúria. Faz parte da Necrópole de Palazzone, agora um parque arqueológico que inclui também um museu, o Antiquário. Escavado profundamente na terra e alcançado por meio de um lance de escadas – um acréscimo moderno -, o hipogeu, uma tumba subterrânea, reproduz a estrutura arquitetônica de uma casa romana. O nome da rica família Velimna (em latim: Volumni) pode ser deduzido das inscrições nas urnas cinerárias e no batente da porta da entrada, que comemoram os irmãos Velimna, fundadores da tumba. Dividido em dez câmaras, o teto da câmara central imita um telhado de madeira em duas águas, as outras tendo os tetos com medalhões esculpidos com a cabeça da Medusa, um motivo que se repete nas urnas cinerárias encontradas no hipogeu. Outras cenas decorativas mostram a vida após a morte.
O tablino é ocupado por sete urnas cinerárias: seis são etruscas, finamente trabalhadas em travertino rebocado, e uma é romana, em mármore. A mais notável delas é que se posiciona contra a parede traseira, pertencente a Arnth Velimnas Aules, que é representado reclinado sobre uma kline, espécie de sofá. Pintado no centro do pedestal está a porta para o Hades, ladeada por dois Lase, gênios alados. À direita estão quatro urnas de travertino com os falecidos reclinados e com a cabeça da Medusa na frente. Estas pertencem a outros membros da família: o avô, pai e irmãos. À esquerda está a da filha Veilia, retratada sentada. Uma urna de mármore, pertencente à última pessoa enterrada no túmulo, representa um edifício romano decorado com guirlandas em relevo.
Há muito debate sobre a datação do hipogeu, supõe-se que pertença à segunda metade do século II a.C., embora após a descoberta do túmulo Cai-Cutu na área Monteluce alguns sustentem que ela deva ser do século III a.C. No vestíbulo da construção moderna que protege o hipogeu foram dispostas inúmeras urnas cinerárias do período helenístico, provenientes da necrópole em torno, que conta com cerca de 200 túmulos, embora bem mais simples, possuindo em geral apenas uma câmara precedida de um pequeno dromo (corredor). São na maior parte do período helenístico, mas alguns são do período arcaico. No Antiquário, inaugurado recentemente, são expostos vários artefatos antigos.